# Buick Century
Buick Century är en bil från amerikanska Buick med automatisk växellåda (Dynaflow). Bilen tillverkades i sex generationer från 1936-2005.

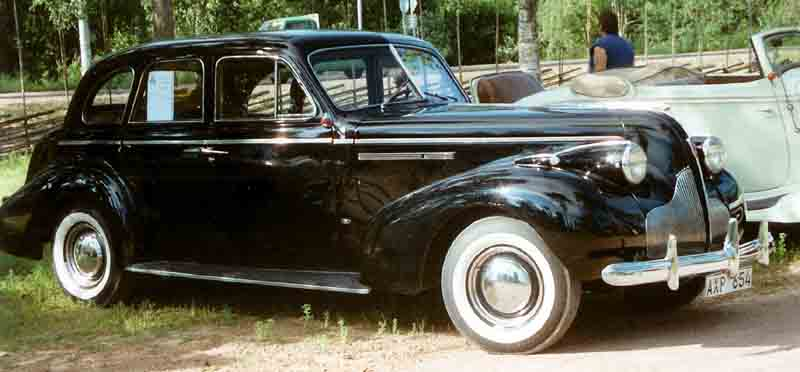
Första generationen, kombi, årsmodell 1939

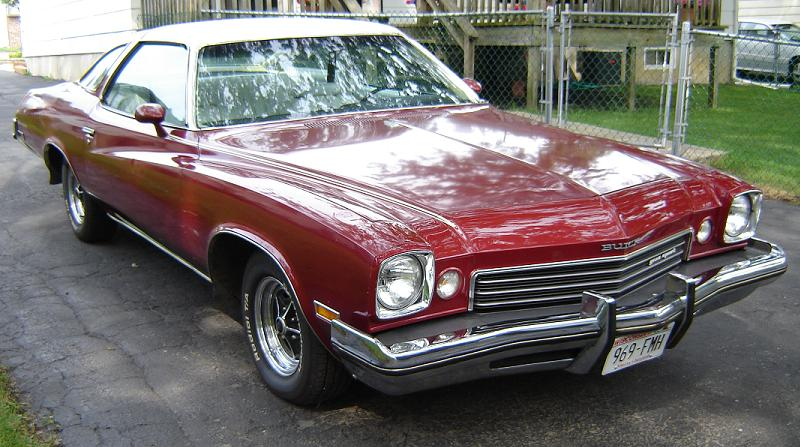
Tredje Generationen, coupe, årsmodell 1973.